# Флаг поселения Сосенское
Флаг внутригородского муниципального образования поселение Со́сенское в городе Москве — опознавательно-правовой знак, служащий официальным символом муниципального образования.
Первоначально данный флаг был утверждён 16 июня 2006 года как флаг муниципального образования сельское поселение Сосенское «Ленинского района Московской области» и 31 октября 2006 года внесён в Государственный геральдический регистр Российской Федерации с присвоением регистрационного номера 2571.
1 июля 2012 года сельское поселение Сосенское Ленинского муниципального района Московской области было преобразовано в поселение Сосенское в городе Москве.
Решением Совета депутатов поселения Сосенское от 16 августа 2018 года № 93/1 флаг сельского поселения Сосенское был официально утверждён флагом поселения Сосенское.

## Описание
Описание флага, утверждённое 16 июня 2006 года, гласило:
«Флаг сельского поселения Сосенское представляет собой прямоугольное полотнище с отношением ширины к длине 2:3 разделённое по горизонтали на две полосы — жёлтую и зелёную. На жёлтой полосе отображены синим цветом языки газового пламени — это символы газовых хозяйств „Мострансгаза“ и „Межрегионгаза“ расположенных на территории Сосенского сельского поселения, а также православный крест малинового цвета — символ покаяния и скорби (на территории сельского поселения Сосенское находились расстрельные места 1935—1937 гг.). На зелёной полосе изображены единорог белого цвета с жёлтым рогом и копытами, а также восемь веток сосны белого цвета».
Описание флага, утверждённое 16 августа 2018 года, гласит:
«Флаг поселения Сосенское представляет собой прямоугольное полотнище с отношением ширины к длине 2:3 разделённое по горизонтали на две полосы — жёлтую и зелёную. На жёлтой полосе между двумя синими языками газового пламени изображён православный крест малинового цвета. На зелёной полосе изображены единорог белого цвета с жёлтым рогом и копытами, а также восемь веток сосны белого цвета».

## Обоснование символики
Основой построения флага поселения Сосенское, исходя из преемственности исторических традиций, является флаг сельского поселения Сосенское Ленинского муниципального района Московской области.
В связи с присоединением территории сельского поселения Сосенское к субъекту Российской Федерации — городу федерального значения Москве, наименование муниципального образования «сельское поселение Сосенское» было изменено на «поселение Сосенское» и муниципальное образование приобрело статус внутригородского муниципального образования в городе Москве.
Поселение Сосенское расположено на юго-западе города Москвы между Калужским и Киевским шоссе и входит в состав Новомосковского административного округа города Москвы.
Название поселения Сосенское происходит от названия протекающей по территории поселения реки Сосенка, которая, в свою очередь, получила название от сосновых лесов, произраставших на её берегах, поэтому восемь сосновых веток на зелёной полосе внизу флага говорят о названии поселения.
Ранее часть территории, включённой в границы современного поселения Сосенское, принадлежала роду Шуваловых. Представитель этого рода Иван Иванович Шувалов — видный государственный деятель России, основатель Московского университета и Российской Академии художеств, действительный член Российской Императорской Академии наук, сподвижник императрицы Елизаветы Петровны, был владельцем этих земель. В фамильном гербе И. И. Шувалова изображён единорог — как символ чистоты, доверия, смелости, духовности и возвышенности. Поэтому в память о выдающемся государственном деятеле Российской империи середины XVIII века на флаге поселения Сосенское изображена фигура единорога.
Расположенные на территории поселения Сосенское в городе Москве предприятия газового хозяйства, дочерние компании ПАО «Газпром», символически отражены на флаге поселения лазоревыми пламенами.
Православный крест малинового цвета символизирует память о людях, погибших и захороненных в ходе репрессий в 1930—1940-х годах на расстрельном полигоне специального объекта НКВД «Коммунарка». В настоящее время территория бывшего специального объекта НКВД «Коммунарка» передана Русской Православной Церкви и на ней размещён Храм Святых Новомучеников и Исповедников Российских.
Белый цвет (серебро) — символ чистоты помысла и дел.
Жёлтый цвет (золото) — символизирует стабильность, надежность, устремленность.
Зелёный цвет — символ природы, а также надежды и здоровья.
Малиновый цвет (пурпур) — символ покаяния и скорби.